# Cantone di Pont-en-Royans
Il Cantone di Pont-en-Royans era una divisione amministrativa dell'arrondissement di Grenoble.
A seguito della riforma approvata con decreto del 18 febbraio 2014, che ha avuto attuazione dopo le elezioni dipartimentali del 2015, è stato soppresso.

## Composizione
Comprendeva i comuni di:
- Auberives-en-Royans
- Beauvoir-en-Royans
- Châtelus
- Choranche
- Izeron
- Pont-en-Royans
- Presles
- Rencurel
- Saint-André-en-Royans
- Saint-Just-de-Claix
- Saint-Pierre-de-Chérennes
- Saint-Romans